# 호조 소운

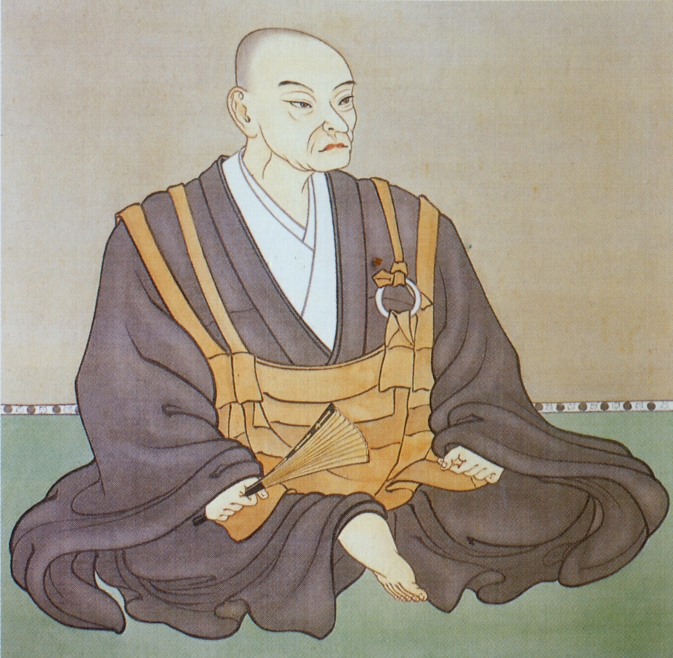
호조 소운

호조 소운(일본어: 北条早雲, 1456년 ~ 1519년)으로 더 잘 알려진 이세 모리토키(伊勢盛時, 1432년/1456년 ~ 1519년 9월 8일)는 무로마치 시대 중후기의 무장으로 센고쿠 다이묘 고호조씨의 시조이다. 이세 소즈이(伊勢宗瑞)라고도 불린다. 소운은 센고쿠 다이묘의 효시라고 할 수 있고, 그의 활동은 간토 지방의 센고쿠 시대로 접드는 단초를 제공했다는 데 역사적 의의가 있다. 실제 이름은 나가우지(長氏)라고 전해내려 오지만, 현재에는 모리토키(盛時)가 정설이다. 통칭은 신쿠로, 호는 소운안소즈이(早雲庵宗瑞)이다. 생년은 1432년이 정설이지만, 근년에는 1456년 설에 힘이 실리고 있다. 이세 가문이 호조 성으로 바꾼 건 호조 우지쓰나 때지만, 통상 호조 소운으로 부르고 있다. 따라서 이세 모리토키가 살아 생전에 호조 소운이란 이름을 사용한 적은 없다.

## 생애

### 출신
일개 낭인에서 센고쿠 다이묘의 지위에 오른 전형적인 하극상의 예로 보아 온 것이 통설이었다. 그러나, 실제에는 무로마치 막부의 만도코로칙사를 역임한 이세 가문의 출신으로 보인다. 1950년대 발표된 후지이 논문이후, 이세 가문 안에서도 빗추국에 살았던 지류로 빗추 국 시쓰키 군 에하라노쇼 (현재 이바라시)에서 태어났다는 설이 유력하다. 막부의 모시쓰기슈(申次衆)의 서찰과 스루가 관련 서찰을 검토한 결과, 기재된 이세 신쿠로 모리토키(伊勢新九郎盛時)라는 인물로 판명이 되었다.
근년에 연구에서 소운의 아버지 이세 모리사다(伊勢盛定)가 막부의 마도코로 칙사 이세 사다치카(伊勢貞親)와 함께 제8대 쇼군 아시카가 요시마사의 모시쓰기슈로써 중요한 위치에 있었다는 것이 명확해졌다. 소운은 이세 모리사다와 교토 이세 가문의 당주로 마도코로 칙사 이세 사다쿠니(伊勢貞国)의 딸 사이에서 태어났다. 결코 신분이 미천한 낭인은 아니었다.
소운은 모리사다의 소령 빗추 에하라노쇼에서 태어나, 젊은 시절을 여기서 보냈다고 사료된다. 에하라노쇼에는 분메이 3년 (1471년)으로 된 다이라노 모리토키(平盛時)의 서명으로 된 긴세(禁制)가 남아있다. (단 서명은 후의 것과 다르다.) 더욱이 빗추 국에서는 다이도 가문(大道寺氏), 나이토 가문(内藤氏), 가사하라 가문(笠原氏) 등이 있었고, 후에 고호조 가문을 섬기는 가문이었다.

### 막부의 가신으로
오닌 원년 (1467년) 오닌의 난이 일어나자, 스루가 슈고 이마가와 요시타다(今川義忠)가 상경하여 동군에 가세하였다. 요시타다는 이세 사다치카를 방문했고, 여기서 소운의 아버지 이세 모리사다를 만나게 된다. 이런 인연으로 소운의 누나와 결혼했다고 생각된다. 분메이 5년 (1473년) 소운 누나 기타카와도노는 다쓰오마루(후에 이마가와 우지치카)를 낳았다.
교토에서 소운은 쇼군 아시카가 요시마사의 동생 요시미를 섬긴다. 하지만, 근년에 연구에 의해 소운의 탄생년도를 1456년으로 보면, 아시카가 요시미가 쇼군 후계자로 대두되는 1464년 ~ 1467년 무렵에는 소운은 10살 전후로 너무 어리고, 1467년 이후로 요시미는 서군에 가담한다. 이 점으로 볼때 의문시 보는 견해도 있다.
이세 신쿠로 모리토키라는 이름은 분메이 13년 (1481년)부터 문헌에 나오기 시작한다. 분메이 15년 (1481년) 쇼군 아시카가 요시히사의 모시쓰기슈로 근무한다. 조쿄 원년 (1487년) 호코슈로 되었다.
교토에서 근무하는 동안 소운은 겐닌지와 다이도쿠지에서 선불교를 배운다.

### 스루가
분메이 8년 (1476년) 이마가와 요시타다는 도토미의 시오마이사카 전투에서 서군의 도토미 슈고 시바 요시카도(斯波義廉)측 호족 요코치 가문과 가쓰마타 가문의 기습으로 전사하였다. 그러나 도토미의 정세는 복잡해서 근년 연구 결과에서는 이들 호족이 동군인 시바 요시토(斯波義良)에 속했다고 사료되어, 이마가와 요시타다는 같은 동군의 손에 죽었다.
이마가와 요시타다의 적자 다쓰오마루는 아직 유아여서 (이설도 있다.) 이 때문에 이마가와 가문의 가신 미우라 가문과 아사히나 가문 등이 이마가와 요시타다의 사촌인 오시카 노리미쓰를 옹립해, 가독 다툼이 일어난다. 이에 이즈국을 거점으로 한 호리고에 구보 아시카가 가문과 무사시 국을 거점으로 한 오기가야쓰 우에스기 가문이 개입하였고, 곧 오기가야쓰 우에스기 가문과 대립하던 야마노우치 우에스기 가문이 스루가로 병력을 이끌고 주둔한다. 오기가야쓰 우에스기 가문의 군에는 이 시기 영걸인 오타 도칸이 가문의 재상으로 병력을 이끌고 있었다. 오시카 노리미쓰는 야마노우치 우에스기 가문인 우에스기 마사노리의 외손자였다. 이렇게 되어 다쓰오마루를 지지하는 세력 입장에서는 불리한 정세였다.
결국 다쓰오마루의 외삼촌인 소운은 스루가로 향했고, 두 세력간에 조정을 담당했다. 내용은 다쓰오마루가 성인이 될 때까지 오시카 노리미쓰가 가독을 대행하는 것이었다. 이렇게 해서 우에스기 마사노리와 오타 도칸은 철병하게 된다. 양측은 아사마 신사(浅間神社)의 신수를 나누어 마시며 화의를 맹세했다. 가독을 대행한 오시카 노리미쓰는 이마가와야카타로 거처를 옮겼고, 다쓰오마루와 소운의 누나는 오가와 성에서 지내게 된다.
종래의 학설에서는 호조 소운의 지략에 따른 결과로 후에 출세하게 되는 한단계로 보았지만, 이것은 이세 사다치카, 소운이 아버지인 이세 모리사다의 명령에 따른 조정이었다는 견해가 지배적이다.
이마가와 가문내 다툼이 수그러들자 소운은 교토로 돌아온다. 그리고, 앞서 기술했던 쇼군 아시카가 요시히사의 측근인 호코슈로 근무한다.
소운이 스루가로 갈 때 아래와 같은 일화가 알려져 있다.
호조키(北条記)에서는 소운이 스루가로 갈적에 다이도지 시게토키(大道寺太郎), 아라키 효고(荒木兵庫), 다메 곤베이(多目権兵衛), 야마나카 사이지로(山中才四郎), 아라카와 마타지로(荒川又次郎), 아리타케 효에(在竹兵衛), 이들 6명과 이세국에서 신수를 나누어 마시면서 이중 누구 한명이 다이묘로 되면, 다른 이들은 그의 가신이 되겠다는 명세를 했다고 한다. 마치 삼국지의 도원의 결의와 비슷한 이야기이다.
구보료쇼키(公方両将記)에는 무쓰 국으로 가던 소운은 스루가 국의 삿타 고개에서 도적을 만나 가지고 있던 것을 다 빼앗겨 곤란해 하던 중, 슈고 부인의 가마를 만나 의복을 받았다고 한다. 가마에 타셨던 분이 작은 어머니인 기타카와도노였다고 한다. 이런 인연으로 해서 이마가와 가문을 셤겼다고 하는 이야기가 있다. 이 일화는 시바 료타로의 소설 〈하코네의 언덕〉(箱根の坂)에서도 사용되었다.
어디까지나 이런 것은 대의를 품은 낭인에게 어울리는 이야기이고, 창작이다.
분메이 11년 (1479년) 전임 쇼군 아시카가 요시마사는 다쓰오마루의 가독계승을 인정하는 어내서를 주었다. 하지만, 다쓰오마루가 15세를 넘겼는데도, 오시카 노리미쓰는 당주에 대한 권리를 주지 않았다.
조쿄 원년 (1487년) 소운은 다시 스루가로 향했고, 다쓰오마루를 보좌해 이시와키 성에서 동지를 규합한다. 동년 11월 소운은 거병하여 이마가와야카타를 습격하여 오시카 노리미쓰와 그의 동생 오시카 마고고로를 죽인다. 다쓰오마루는 이마가와야카타에 입성하고, 2년후 성인식을 해 우지치카로 개명한다. 그리고, 정식으로 이마가와 가문의 당주에 오른다.
소운은 이즈 국의 국경에 가까운 고코쿠지 성과 소령을 받는다. 스루가에 머물면서 이마가와 가문의 가신이 된 소운은 우지치카를 보좌하고, 스루가 슈고다이의 지위에 올랐다고 사료된다.
이 즈음 소운은 이세 가문과 동격인 다이라 가문의 일문인 오가사와라 마사키요(小笠原政清)의 딸과 결혼해 적자 호조 우지쓰나를 낳았다.

### 이즈 토벌
소운이 호리고에 구보의 아들 아시카가 자차마루(足利茶々丸)를 습격해 멸문하고, 이즈국을 빼앗은 사건은 구 세력을 멸하고, 신흥세력이 집권하는 이런바 하극상의 효시로 센고쿠 시대 개막을 알리는 일이었다. 정치가 부패한 교토를 버리고, 간토의 평야에 뜻을 세운 소운이었지만, 중앙 정치와 연관된 움직임이 이에나가 준지(家永遵嗣)등의 연구로 밝혀졌다.
교토쿠의 난에서 가마쿠라 구보 아시카가 시게우지(足利成氏)가 막부에 대항하는 행동을 하였고, 이에 쇼군의 명령을 받은 이마가와 가문이 가마쿠라를 공격 점령한다. 이에 아시카가 시게우지는 고가 성으로 도주하였고, 고가 구보로 불리며 적대 세력이 되어 막부측의 관동관령 우에스기 가문과 격렬한 전투를 하게 된다. 쇼군 아시카가 요시마사가 아시카가 시게우지를 대신할 가마쿠라 구보로 동생 아시카가 마사토모(政知)를 보내지만, 고가 구보 아시카가 시게우지의 세력이 워낙 강하여 가마쿠라에 입성할 수 없어 이즈 국에 터를 잡고 호리고에 구보로 불리게 되었다. 분메이 14년 (1483년) 고가 구보 아시카가 시게우지와 간토칸레 우에스기 가문은 화친하였고, 호리고에 구보는 어쩔 수 없이 이즈 국 일국만 지배하에 두게 되었다.
아시카가 마사토모에게는 장남 자차마루가 있었지만, 정실 엔만인과의 사이에 아들 준도지(潤童子)와 세이코(清晃)를 두었다. 세이코는 출가하여 교토에 있었다. 이때 아시카가 마사토모는 세력 만회를 하기 위해 히노 도미코와 간레 호소카와 마사모토와 연락을 해 아들 세이코를 쇼군으로 옹립하려는 움직임이 있었다는 소문이 이었다고, 1487년 다이조인의 승려 진손(尋尊)의 일기에 적고 있다. 역사학자 시모야마 하루히사(下山治久)는 이 계획이 소운과 이마가와 우지치카와 관련이 있다고 보고 있다.
엔도쿠 3년 (1491년) 아시카가 마사토모가 죽자, 아들 자차마루는 엔만인과 그의 아들 준도지를 죽이고 강제로 가독을 계승하였다.
소운은 엔도쿠 3년 (1491년) 5월까지 [이세 신쿠로]라는 이름이 문서에 남아있지만, 메이오 3년 (1494년) 사료에서는 [소운안소즈이]라는 법명으로 되어있다. 그 간에 출가했던 것 같다. 이 시기 무사의 출가는 정치적 의미가 많다. 역사학자 이에나가 준지는 세이코의 어머니 엔만인의 죽음과 연관있다고 보고 있다.
메이오 2년 (1493년) 4월 간레 호소카와 마사모토가 메이오 정변을 일으켜 쇼군 아시카가 요시타네를 추방하고, 세이코를 쇼군으로 옹립한다. 세이코는 환속하여 요시토(義遐)라고 개명한다. (후에 요시즈미(義澄)로 개명하였다.) 권력을 잡은 요시토는 막부 관료의 경력이 있는 소운에게 형과 어머니의 원수 아시카가 자차마루를 공격할 것을 명령했다. 소운은 동년 여름 아니면 가을 무렵 이즈 호리고에 어소의 자차마루를 공격했다. 이 사건을 이즈 토벌이라고 부르며, 동국의 센고쿠 시대의 개막을 연 사건이라 평가하고 있다.
후세 군기물에는 이 이즈 토벌에 즈음하여 소운이 슈젠지에 온천욕을 핑계로 이즈의 정세를 염탐했다고 한다. 또, [이즈 토벌에 앞서 이즈 국 병력의 대부분이 야마노우치 우에스기 가문의 고즈케국 전투에 참여하고 있던 호기였다. 소운의 병력 200명과 외조카 이마가와 우지치카에게 부탁한 병력 300명을 합쳐 500명이 10척의 배를 타고 시미즈 포구를 출발하였다. 스루가만을 건너 이즈 서부 해안에 상륙하자, 주민들은 해적의 습격으로 오인해 가재도구를 챙겨 산으로 도주했다. 소운의 병력은 일거에 호리고에 어소에 불을 지르고, 아시카가 자차마루는 산속으로 도주 할복했다.]고 적고 있다.
그 밖에도 소운은 이즈 국 니라야마 산성에 새로운 성을 쌓고, 거성으로 삼아 이즈를 통치했다. 그리고, 긴 장대에 글을 써서 우리측에 가담하면 소령에 대한 권리를 보장한다고 약속하는 한편, 참여하지 않으면 논밭을 쑥대밭으로 만들고 가옥을 파괴하겠다고 협박하였다. 또, 병사들의 약탈행위를 엄격히 금지하였고, 병자들은 간호하는 등 선정을 배풀었다. 이에 자차마루의 악정에 시달려온 이즈의 무사와 영민들은 하나 둘 소운의 뜻에 따랐다. 그리고, 저항했던 세키도 요시노부와 그의 후카네 성을 함락하고 모두 죽여 그의 위세를 과시하였다. 이때까지 과중한 세액을 폐지하고 시코로쿠민의 조세를 정해 영민들은 환영하였고, 이즈 국은 한달에 평정했다.]고 전하고 있다.
군기물 등에서 할복했다고 전해지는 자차마루는 사서에서는 호리고에 어소로부터 도망쳐 다케다 가문, 세키도 가문, 가노 가문, 도비 가문에 옹립되어 소운과 수년에 걸쳐 싸운다. 소운은 이즈 호족을 같은 편으로 끌어들이는 한편, 자차마루를 지지하는 호족을 차례차례 격파하고, 메이오 7년 (1497년) 이즈 남부의 후카네 성을 함락해 5년에 걸쳐 이즈 국을 평정하였다.
이즈국을 평정하는 한편, 소운은 이마가와 가문의 무장으로써 활약한다. 메이오 3년 (1494년) 즈음부터 이마가와 가문의 병력을 지위해 도토미를 공격해 가고, 도토미 중부를 제압한다. 소운과 이마가와 우지치카는 연대하여 영국을 넓혀간다.

### 오다와라성 탈취

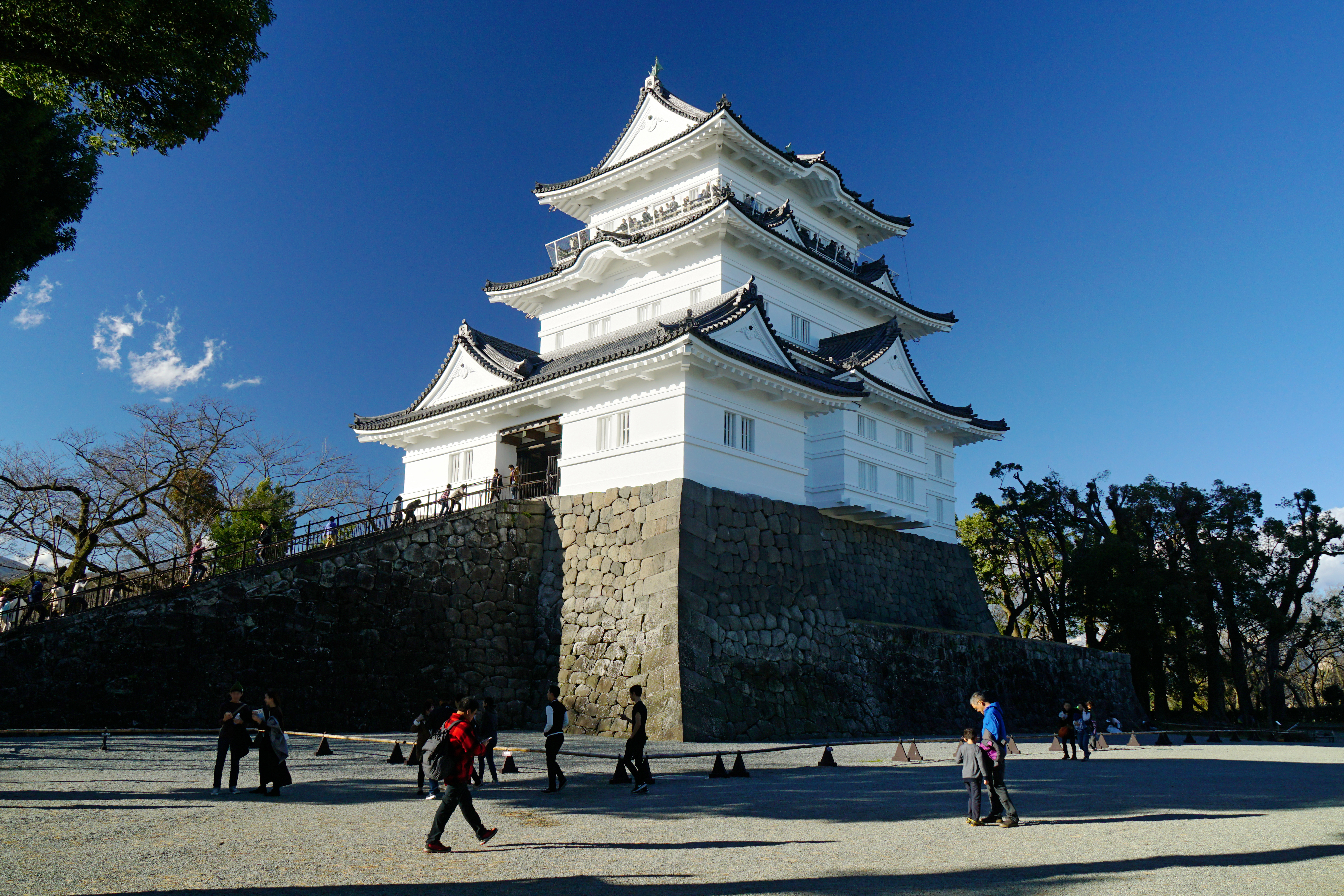
오다와라성

두 그루의 큰 삼나무(杉)를 쥐가 뿌리를 갈아먹어 나무가 쓰러진다. 이어 쥐는 호랑이로 변했다. 라는 꿈을 꾸었다는 이야기가 호조키에 적혀있다. 이 두 그루의 삼나무는 간토칸레 야마노우치 우에스기 가문(山内上杉氏)과 오기가야쓰 우에스기 가문(扇谷上杉氏)이다. 그리고, 쥐는 쥐띠해에 태어난 소운을 가리킨다.
메이오 3년 (1494년) 간토에서 야마노우치 우에스기 가문과 오기가야쓰 우에스기 가문이 다툼이 벌어져 조쿄의 난이 재연되었다. 오기가야쓰 우에스기 사다마사는 소운에게 원군을 요청했고, 우에스기 사다마사와 소운은 아라카와강에서 야마노우치 우에스기 아키사다의 군과 대치하였지만, 우에스기 사다마사가 낙마하여 죽자 소운은 병력을 철수시킨다.
오기가야쓰 우에스기 가문은 사가미국의 미우라 가문과 오모리 가문, 이 두 가문이 기둥이었지만, 이 해 불행히도 당주인 우에스기 사다마사, 미우라 도키타카, 오모리 우지요리 3명이 죽음을 맞는다.
소운은 자차마루의 토벌과 탐색을 대의명분으로 가이국으로 공격의 방향을 돌려 가이 슈고 다케다 노부쓰나와 싸우게 된다. 동년 9월 사가미 국 오다와라의 오모리 후지요리의 오다라 성을 탈취한다.
호조키에 의하면, 소운은 오모리 후지요리에게 계속해서 선물을 보내 환심을 샀다. 처음에 경계하였던 오모리 후지요리도 마음을 열고 소운과 친밀하게 환담을 나누었다. 어느 날, 소운은 하코네 산에서 사슴 사냥을 하기 위해 귀국에 몰이꾼과 함께 들어가는 것을 부탁했고, 후지요리는 이를 허락하였다. 소운은 강병을 몰이꾼으로 하코네 산에 들여보낸다. 그날 밤 소 천마리의 뿔에 송진을 발라 불을 붙인 소운의 병사와 소가 오다와라 성을 압박했고, 몰이꾼으로 위장해 하코네 산에 매복해 있던 병사들이 괴성을 지르며 햇불을 들었다. 수만의 병사가 공격해온다고 착각한 오다와라 성의 병사와 성안 사람들은 혼란에 빠졌고, 오모리 후지요리는 목숨을 걸고 탈출한다. 이렇게 해서 소운은 쉽게 성을 탈취했다고 한다. 전형적인 이야기로 이와 비슷한 오다 노부히데의 나고야 성 탈취, 아마고 쓰네히사의 갓산토다 성 탈취가 있다.
이 오다와라성 탈취는 메이오 4년 (1495년) 9월이라고 하지만, 사료에서는 해와 달이 다르다. 구로다 모토키는 메이오 5년 (1496년)에 야마노우치 우에스기 가문이 오다와라 성이고 생각되는 요충지를 공격했고, 오기가야쓰 우에스기 가문의 수비측 이름에 오모리 후지요리와 소운의 동생 야지로의 이름이 야마노우치 우에스기 아키사다의 서찰에 나와있다. 이런 근거를 들어, 오다와라 성 탈취는 그 이후 이지 않을까하는 의문이 있다. 또, 메이오 10년 3월 28일 (분키 원년/1501년)에 소운이 오다와라 성 밑에 있는 이즈산 신사의 소유지를 자신의 영지인 1개 마을과 교환했다는 문서가 남아있고, 이 시점에서 소운이 오다와라 성을 이미 소유한 것으로 보인다.
오다와라성은 후에 고호조 가문의 본성이 되었지만, 소운은 죽을 때까지 니라야마 산성을 거성으로 삼았다.
오다와라성 탈취등, 소운의 일련의 행동은 자차마루 토벌이라는 목적뿐만아니라, 스스로 세력범위를 확대하는 의도로 보인다. 하지만, 근년 연구에서는 아시카가 요시즈미=호소카와 마사모토=이마가와 우지치카=호조 소운의 라인과 아시카가 요시타네=오우치 마사히로=아시카가 자차마루=다케다 노부토라의 라인, 즉 메이오 정변에 따른 대립구도 안에서 군사행동을 했었다고 판명되었다. 오다와라 성 탈취도 오모리 후지요리가 아시카가 요시타네 라인의 야마노우치 우에스기 가문으로 자리를 옮겼기 때문이라고 사료된다.
최종적으로 메이오 8년 (1498년) 소운은 가이 국에서 자차마루를 포박하여 살해하였다. 죽였다는 장소에 관해서는 이즈 국 후카네 성이라는 설도 유력하다.
이마가와 가문의 무장으로도 활약을 계속하여 분키년간 (1501년~1504년)에는 미카와국까지 세력을 뻣친다. [류에이히칸]에 따르면, 분키 원년 (1501년) 9월, 이와쓰 성에서 마쓰다이라 나가치카와 싸워 패배하였고, 미카와 공략은 실패로 끝난다. 마쓰다이라 가문의 선봉으로는 사카이, 혼다, 오쿠보 가문이었다. 단, 도쿠가와 짓키에서는 에이쇼 3년 (1506년) 8월 20일로 되어 있다.

### 사가미 평정
그 후, 소운은 사가미 방명으로 군사를 돌린다. 간토 남부를 제압하기 시작했지만, 자차마루 토벌의 명목을 잃었기 때문에, 그 후 군사행동에는 큰 난관에 봉착한다. 더욱이 이즈, 사가미 서부를 잃은 야마노우치 우에스기 아키사다의 이간책으로 외조카인 우지치카와 소운은 쇼군 요시즈미와 간레 마사모토와의 관계가 단절되었다. 이 일로 인해 정치적 입지가 줄어들게 되었다.
그래도 소운은 이마가와 가문의 원조를 받으면서, 이번에는 아시카가 요시타네=오우치 라인을 자기편으로 끌어들여 천천히 사가미에 세력을 확대해 간다. 이렇게 해서, 간토 진출에 큰 전환기로 만든 것은 에이쇼 원년 (1504년) 8월 무사시 국 다치가와라 전투로, 오기가야쓰 우에스기 도모요시를 자기편으로 끌어들인 소운은 이마가와 우지치가와 함께 출진하여 야마노우치 우에스기 아키사다를 격퇴하였다.
그 패전후, 야마노우치 우에스기 아키사다는 에치고 슈고 우에스기 가문의 힘을 빌어 반격한다. 사가미로 난입하여 오기가야쓰 우에스기 가문의 여러 성을 공략하였다. 다음해인 에이쇼 2년 (1505년) 가와고에 성으로 쫓겨난 오기가야쓰 우에스기 도모요시는 항복하였다. 이에 따라, 소운은 야마노우치 우에스기 가문과 오기가야쓰 우에스기 가문에 둘러싸인 형국이 되었다.
(1509년) 이후 소운은 이마가와 가문의 무장으로서의 활동은 좀처럼 볼 수 없게 되고, 사가미 진출에 집중하게 된다. 에이쇼 3년 (1506년) 사가미 국에 검지를 실시하게 되고 영지 지배강화에 박차를 가한다.
에이쇼 4년 (1505년) 간레 호소카와 마사모토가 암살되었고, 동년 우에스기 아키사다의 동생으로 에치고 슈고 우에스기 후사요시가 슈고다이 나가오 다메카게(우에스기 겐신의 아버지)에게 살해되는 사건이 일어난다. 소운은 다메카게와 결탁하여 아키사다를 견제한다.
에이쇼 6년 (1509년) 7월 아키사다는 대군을 이끌고 에치고로 출병한다. 동년 8월 이 틈을 노려 소운은 오기가야쓰 우에스기 도모요시의 본거지인 에도 성으로 공격해간다. 고즈케로 출병했던 도모요시는 병력을 돌려 반격하였고, 다음해인 에이쇼 7년 (1510년)까지 소운은 무사시, 사가미에서 전투를 치르게 된다. 소운은 곤겐 산성의 우에다 마사모리를 오기가야쓰 우에스기 가문으로부터 이반시켜 공세를 펴지만, 동년 7월이 되어 야마노우치 우에스기 가문과 오기가야쓰 우에스기 가문이 반격하여 곤겐 산성을 함락한다. 미우라 요시아쓰가 소운측의 요충지인 스미요시를 공략해 오다와라 성까지 압박해온다. 소운은 뼈아픈 패배를 초래하였고, 오기가야쓰 우에스기 가문과 화친하여 위기를 벗어난다. 한편, 동년 6월에는 에치고로 출병하였던 야마노우치 우에스기 아키사다는 나가오 다메카게의 역습으로 전사하게 된다.
미우라 가문은 사가미의 귀족으로 미나모토노 요리토모의 거병에 동참하여 가마쿠라 막부 창립의 공신으로써 큰 세력을 가졌지만, 종가는 호조 가문과의 싸움인 호지 전투에서 패배하여 멸문되었고, 서류는 사가미의 호족으로 살아남아 사가미에서 큰 힘을 가지고 있었다.
이 무렵 미우라 가문은 오기가야쓰 우에스기 가문에 소속되어, 같은 가문 출신인 미우라 요시아쓰가 사가미 중앙부의 오카자키 성을 본거지로 미우라 반도의 미사키 성(군기물에서는 아라이 성이라고 나와있다)은 그의 아들 미우라 요시오키가 지키고 있었다. 사가미 평정을 위해 어떻게든 미우라 가문을 멸문시키지 않으면 안되었다.
패전으로부터 다시 세력을 정비한 소운은 에이쇼 9년 (1512년) 8월 오카자키 성을 공략하였고, 곧 스미요시 성도 함락하였다. 미우라 요시아쓰는 동생이 지키고 있는 미사키 성으로 도피한다. 소운은 가마쿠라로 개선하여 사가미의 지배권을 대부분 장악하였다. 오기가야쓰 우에스기 도모오키가 에도 성에서 구원을 왔지만, 소운은 이를 격파한다. 더욱이 미우라 가문을 공략하기 위해, 동년 10월 가마쿠라에 다마나와 성을 축성한다.
미우라 요시아쓰는 차차 병력을 모아 소운과 일전을 벌이지만, 점점 미우라 반도에 갇히는 꼴이 되어버렸다. 오기가야쓰 우에스기 가문도 구원병을 보내지만, 그때그때 격퇴하였다.
에이쇼 13년 (1516년) 7월 오기가야쓰 우에스기 도모오키가 미우라 가문 구원을 위해 다마나와 성을 공격하지만, 소운은 이것을 격파하고, 미우라 요시아쓰, 요시오키 부자가 농성하고 있는 미사키 성을 공략한다. 격전끝에 미우라 부자는 전사하였고, 사가미는 평정되었다.
그 후, 소운은 가즈사국의 오유미 구보 아시카가 요시아키와 가즈사 다케다 가문을 지원해 보소반도에 이르기까지 전투를 계속하였다.
에이쇼 15년 (1518년) 가독을 적자 우지쓰나에게 양도하고, 다음해인 에이쇼 16년 (1519년) 임종을 맞이하였다. 향년 64세 또는 88세이다.
소운은 영국지배 강화를 적극적으로 진행한 센고쿠 시대 초기 다이묘이다. 이미 이즈 국을 지배했으면서도 무로마치 막부로부터 정식 슈고에 위계되지는 않았다. 이 점 때문에 센고쿠 다이묘라고 불리게 되었다. (당연히 슈고 다이묘는 아니다.) [소운지도노니주이치카조]라고 불리는 가법을 제정하였고, 이것은 분국법의 시초가 된다. 에이쇼 3년 (1506년) 오다와라 주변에 검지를 실시했고, 이것은 센고쿠 다이묘로써는 가장 먼저 검지를 한 다이묘이다.
또, 임종을 앞둔 전년부터 호랑이 인장을 사용하였다.
소운의 뒤를 우지쓰나가 승계하면서 호조 가문으로 칭하게 된다. 그 후, 무사시 국으로 영국을 확장했으며 이후, 호조 우지야스, 호조 우지마사, 호조 우지나오가 세력을 신장하여 5대에 이를 때까지 간토의 패권을 차지하였다.

## 소운의 출신과 생년에 대한 논쟁
이미 옛적부터 일개 이세의 낭인으로 살고 있던 중, 동생이 슈고의 애첩이 되어 동생을 의지하며 스루가에서 뿌리를 내렸고, 그 뒤 간토 일대를 장악하는 효웅 호조 소운이라는 이야기는 종래의 소설등에서 자주 그려지는 일이었다.
에도 시대 전기까지는 고호조 가문은 명문 이세 가문의 출신이라는 것을 알았지만, 에도 중기 이후에는 타이코키(太閤記)의 영향으로 센고쿠 시대에는 신분이 미천한 자가 실력으로 두각을 나타내는 시대 [하극상의 시대]라는 사관이 민중들의 소망과 맞아 떨어져 일어난 일이다. 메이지 시대가 되어 정착하였고, 태평양 전쟁후까지도 계속되었다. 이 하극상을 대표하는 인물로서 호조 소운, 사이토 도산, 도요토미 히데요시가 거론되어 소운은 신분이 미천한 일개 낭인으로 그려진 것이 통설이었다.

### 출신에 관한 논쟁
소운의 출신에 관해서는 오랜기간동안 명확히 발혀지지 않아서, 주로 거론되었던 야마토 아리와라 설, 야마시로 우지 설, 이세 설, 교토 설, 빗추 설이 있었다.
야마토 아리와라 설과 야마시로 우지 설은 [고호조고다이키]의 이설로써 소개된 것으로 유력시 되진 않았다. 이세 설은 [호조키][소슈 병란기]에 기록되어 있고, 소운이 시나노 슈고 오가사와라 사다모토에게 보낸 서찰에서 [이세의 세키 가문의 일족이다(伊勢の関氏と同族である)]라고 써인 것을 근거로 1901년 藤井継平이 주장했고, 다나카 요시나리가 이것을 지지하였다. 이에 대해 와타나베 요스케는 [간세조슈쇼카후] 등에 있는 막부 마도코로 칙사의 교토 이세 가문 출신으로 이세 사다치카의 동생 이세 사다후지 또는 그의 자식이다 라며 교토 설을 주장하였다. 일반적으로는 이세 설이 정착되어 위에서 서술한 바와 같이 [이세 낭인]이라는 소운의 이미지가 생겼다. 연구자 사이에는 교토 설이 유력시되었다.
빗추 설은 [이마가와키] 및 [다이코키]에 적혀있고, 오카야마현 이하라시 호센지의 고문서를 조사한 후지이 슌이 1956년 소운을 빗추 이세 가문으로 쇼군 아시카가 요시히사의 측근이었던 이세신쿠로모리토키라는 논문을 발표하였다. 1980년 전후에 오쿠노 다카히로, 이마타니 아키라, 오와다 데쓰오가 사료조사 결과 [이세 신쿠로 모리토키]를 후의 호조 소운이 된다는 논문을 발표하고, 그 후, 유력한 반론없이 이에나가 준지등이 연구를 계속하여 대부분 정설로 받아졌다. 에도 시대 초기 출간된 [이마가와키]로 정설이 돌아갔기 때문에 [혼케가에리]이라 불리고 있다. 소운의 출신은 낭인이 아니라, 쇼군을 직접모시는 가문의 명문 출신이다.

### 생년에 관한 논쟁
소운의 연령에 관해서는 에도 시대이후, 향년 88세 (에이쿄 4년/1432년)이로 다루었다. 당시로써는 매우 오래 산 경우이다. 이렇게 보면 스루가로 내려가 고코쿠지 성의 성주가 되어 적자 우지쓰나를 낳았을 때 소운은 56세가 된다. 이즈 토벌을 했을 때는 62세때 일이된다. 또, 에도 시대 초기 사료에서 누나인 기타카와도노가 이마가와 요시타다와 결혼한 오닌 원년(1467년)으로 소운은 36세이고, 누나는 늦은 결혼이라고 불리기에도 나이가 너무 많다, 어쩌면 동생이라고 해야된다.
소운은 소설가와 평론가로부터 대기만성의 전형으로써 다루어 지고있다. 그러나, 소운이 역사상 등장한 것은 50세무렵이고, 본격적으로 활동한 것은 60세가 지나서이다. 그리고, 만년인 80세가 지나서 병력을 이끌고 싸운다. 이렇게 늙었는데도 기력이 정정하다는 것이 의외라 의문을 느끼는 사람도 있다. (시모야마 하루히사의 저서에서도 언급하고 있다.)
근년이 되어 구로다 모토키는 향년 88세는 에도 시대 중기이후 가계도에서 나온 것이기에 에도 시대 초기 사료에서는 존재하지 않는 것이 밝혀졌다. 이 설에 근거해서 에이쿄 4년 (1432년) 태어났다고 보면 막신 이세 모리토키의 아버지 모리사다의 활동시대와 함께 이세 사다치카의 조카라는 계보관계가 성립되지 않는다. 또, 이것은 호조 소운이라고 생각되는 이세 사다후지의 생년과도 혼돈될 수 있다. 에도 시대 초기에 성립된 군기물에서 [쥐띠 태생]이라는 기록이 있고, 누나 기타카와도노의 결혼시기를 고려할 때, 1432년보다 24년 뒤인 고쇼 2년 (1456년) 태생이 된다. 이렇게 보면, 누나인 기타카와도노의 결혼시기에 11세무렵이 되고, 스루가로 내려간 시점은 32세, 임종을 맞이한 날에는 64가 된다. 당시 사람과 비교해봐도 타당한 연령이며, 유력시 견해이다.
그러나, 이 설에 관해서는 검토중인 단계이고, 이것을 채용하지 않고 향년 88설을 채용하는 연구자도 있다. 최근 소설과 평론, 게다가 인터넷에서도 소운을 대기만성의 전형으로 보고 88세 설을 채택하고 있다.
덧붙여 당시 평균 수명으로 생각하면 있을 수 없는 일이다]라는 견해로 볼 수 있지만, 이것은 평균수명의 의미와 착각해 견해를 펴는 것에 지나지 않는다. 일찍이 평균 수명이 짧은 것은 유아 사망률이 그만큼 높은 것이 주요한 이유이며, 성인 남자의 평균 수명만 생각한다면 현대인과 별반 차이가 없다. 80세까지 장수하는 사람이 극히 적을리는 없다.

## 현황
작가 등은 신분이 낮아 인생의 쓴맛을 보고, 성숙한 어른으로 거듭나지 않는다면 소운과 같은 활약을 할 수 없다라고 이야기 하곤 한다. 근년 연구를 반영한 소운의 이미지는 전혀 별개고, 쇼군을 가까이에서 모시는 명문 가문의 청년이 막부의 명을 받아 스루가로 향했고, 중앙의 정치와 연계되어 간토에서 활약해 후에 간토를 평정하는 고 호조가의 시조이다.
이런 새로운 설이 소설과 미디어에서는 어느 정도 언급하고 있는지를 소개한다.
시바 료타로의 하코네의 언덕 (1984년)에서는 이 시기에 연구를 반영해 단순한 이세 낭인이 아니라, 빗추 이세 가문 출신으로 마도코로 칙사 이세 사다치카의 저택에 머물면서, 교토에서 아시카가 요시치카를 모시는 가신으로 설정되어 있다. 그러나, 대중 소설로써 [신분이 낮은 낭인]의 이미지를 지키기 위해 소운을 이세 가문의 후예로 말안장을 만드는 장인으로 그리고 있다. 연령에 관해서도 당시 통설인 향년 88세설을 채용하여 대기만성형으로 그리고 있다. 그리고, 기타카와도노는 피를 나누지 않은 동생으로 묘사하고 있다.
난바라 미키오의 모장 호조 소운 (2002년)에서는 근년 연구를 반영하여 향년 64세설을 채용하고 기타카와도노를 누나로 그리고 있다.
2005년 방영된 '그 때 역사가 움직였다: 전국 시대를 연 남자~호조 소운 56세의 도전'에서는 소운을 막부의 고급관료로 그리고 있지만, 연령을 향년 88세설을 채용해 대기만성으로 그리고 있다. (여러설을 검토한 결과 일반적인 설을 채용했다고 한다.)
1980년대 이전의 소설과 일반 서적에서는 소운을 장수한 '대기만성', '맨손으로 일구어낸 낭인'으로 묘사한 서적이 많다. 그 중 가이온지 조고로의 소운 전기 등이 전형적이다. 현재에도 이런 이미지로 고령자의 재도전의 견본으로써 소운을 언급하는 작가가 적지 않다. 하지만, 반드시 옳다고는 할 수 없다.